# Backlash
Backlash (с 2021 по 2022 год — WrestleMania Backlash) — это премиальное живое шоу по рестлингу, ежегодно проводимое с 1999 года американским рестлинг-промоушном WWE. Оно транслируется в прямом эфире и доступно только через систему платного просмотра (PPV) и потоковые онлайн-сервисы Peacock и WWE Network. Шоу было учреждено в 1999 году и стало первым ежемесячным PPV, проводимым после прекращения первоначальных шоу In Your House, которые были ежемесячными PPV, проводимыми между шоу «большой пятеркой» PPV промоушена в то время: Royal Rumble, WrestleMania, King of the Ring, SummerSlam и Survivor Series. Первый в истории Backlash первоначально рекламировался как шоу In Your House, но перед проведением мероприятия этот брендинг был снят.

## Даты и места проведения
| №                                          | Шоу                          | Дата             | Город                             | Арена                                      | Главное событие | Прим.                     |
| ------------------------------------------ | ---------------------------- | ---------------- | --------------------------------- | ------------------------------------------ | --- | ------------------------- |
| 1                                          | Backlash (1999)              | 25 апреля 1999   | Провиденс, Род-Айленд             | Провиденс-цивик-центр                      | Стив Остин (с) против Скалы в матче без правил за звание чемпиона WWF, специальный приглашенный рефери — Шейн Макмэн                                                            | [ 1 ] [ 2 ] [ 3 ] [ 4 ]   |
| 2                                          | Backlash (2000)              | 30 апреля 2000   | Вашингтон                         | MCI Center                                 | Трипл Эйч (с) против Скалы за звание чемпиона WWF, специальный приглашенный рефери — Шейн Макмэн                                                                                | [ 5 ] [ 6 ] [ 7 ]         |
| 3                                          | Backlash (2001)              | 29 апреля 2001   | Роузмонт, Иллинойс                | Allstate Arena                             | Стив Остин (чемпион WWF) и Трипл Эйч (интерконтинентальный чемпион WWF) против «Братьев разрушения» (Гробовщик и Кейн) (командные чемпионы WWF), победитель получает все титулы | [ 8 ] [ 9 ] [ 10 ] [ 11 ] |
| 4                                          | Backlash (2002)              | 21 апреля 2002   | Канзас-Сити, Миссури              | Kemper Arena                               | Трипл Эйч (c) против «Голливуда» Халка Хогана за титул неоспоримого чемпиона WWF                                                                                                | [ 12 ] [ 13 ] [ 14 ]      |
| 5                                          | Backlash (2003)              | 27 апреля 2003   | Вустер, Массачусетс               | Worcester Centrum                          | Голдберг против Скалы | [ 15 ] [ 16 ] [ 17 ]      |
| 6                                          | Backlash (2004)              | 18 апреля 2004   | Эдмонтон, Альберта, Канада        | Rexall Place                               | Крис Бенуа (c) против Шона Майклза против Трипл Эйча за звание чемпиона мира в тяжелом весе                                                                                     | [ 18 ] [ 19 ] [ 20 ]      |
| 7                                          | Backlash (2005)              | 1 мая 2005       | Манчестер, Нью-Гэмпшир            | Verizon Wireless Arena                     | Батиста (с) против Трипл Эйча за звание чемпиона мира в тяжелом весе | [ 21 ] [ 22 ] [ 23 ]      |
| 8                                          | Backlash (2006)              | 30 апреля 2006   | Лексингтон, Кентукки              | Rupp Arena                                 | Джон Сина (с) против Эджа против Трипл Эйча за звание чемпиона WWE | [ 24 ] [ 25 ] [ 26 ]      |
| 9                                          | Backlash (2007)              | 27 апреля 2007   | Атланта, Джорджия                 | Philips Arena                              | Джон Сина (с) против Эджа против Рэнди Ортона против Шона Майклза за звание чемпиона WWE                                                                                        | [ 27 ] [ 28 ] [ 29 ]      |
| 10                                         | Backlash (2008)              | 27 апреля 2008   | Балтимор, Мэриленд                | 1st Mariner Arena                          | Рэнди Ортон (c) против Джона «Брэдшоу» Лэйфилда против Джона Сины против Трипл Эйча в матче на выбывание за звание чемпиона WWE                                                 | [ 30 ] [ 31 ] [ 32 ]      |
| 11                                         | Backlash (2009)              | 26 апреля 2009   | Провиденс, Род-Айленд             | Данкин Донатс-центр                        | Джон Сина (с) против Эджа в матче последний живой за звание чемпиона мира в тяжелом весе                                                                                        | [ 33 ]                    |
| 12                                         | Backlash (2016)              | 11 сентября 2016 | Ричмонд, Вирджиния                | Richmond Coliseum                          | Дин Эмброуз (с) против Эй Джей Стайлза за титул чемпиона мира WWE | [ 34 ]                    |
| 13                                         | Backlash (2017)              | 21 мая 2017      | Роузмонт, Иллинойс                | Allstate Arena                             | Рэнди Ортон (c) против Джиндера Махала за звание чемпиона WWE | [ 35 ]                    |
| 14                                         | Backlash (2018)              | 6 мая 2018       | Ньюарк, Нью-Джерси                | Prudential Center                          | Роман Рейнс против Самоа Джо | [ 36 ]                    |
| 15                                         | Backlash (2020)              | 14 июня 2020     | Орландо, Флорида                  | WWE Performance Center                     | Эдж против Рэнди Ортона | [ 37 ]                    |
| 16                                         | WrestleMania Backlash (2021) | 16 мая 2021      | Тампа, Флорида                    | WWE ThunderDome в Yuengling Center         | Роман Рейнс (с) против Сезаро за звание чемпиона Вселенной WWE | [ 38 ]                    |
| 17                                         | WrestleMania Backlash (2022) | 8 мая 2022       | Провиденс, Род-Айленд             | Данкин Донатс-центр                        | «Кровное родство» (Роман Рейнс и Братья Усо) (с Полом Хейманом) победили Дрю Макинтайра и RK-Bro (Рэнди Ортон и Риддл)                                                          | [ 39 ]                    |
| 18                                         | Backlash (2023)              | 6 мая 2023       | Сан-Хуан                          | Колизео де Пуэрто-Рико Хосе Мигель Агрелот | Коди Роудс против Брока Леснара | [ 40 ]                    |
| 19                                         | Backlash France (2024)       | 4 мая 2024       | Десин-Шарпьё, Лионская метрополия | LDLC Arena                                 | Коди Роудс(c) против Эй Джей Стайлза за звание Неоспоримого чемпиона WWE | [ 41 ]                    |
| 20                                         | Backlash (2025)              | 10 мая 2025      | Сент-Луис                         | Энтерпрайз-центр                           | Джон Сина(c) против Рэнди Ортона за звание Неоспоримого чемпиона WWE | [ 42 ] [ 43 ]             |
| (c) - означает чемпиона(ов) в начале матча |                              |                  |                                   |                                            | |                           |